# Étang Blanc
Pour les articles homonymes, voir Blanc (homonymie).
L'étang Blanc se situe sur les communes de Soustons, Seignosse et Tosse, dans le département français des Landes.

## Présentation
Il doit probablement son nom au contraste avec son voisin, l'étang Noir, d'aspect plus sombre, et duquel il reçoit les eaux. L'étang Blanc déverse ensuite ses eaux dans l'étang de Hardy. Ces deux étangs sont reliés par un canal franchi par le pont du Puntaou, datant de 1867.

## Intérêt écologique
En France métropolitaine, les zones humides couvrent 3 % du territoire mais hébergent un tiers des espèces végétales remarquables ou menacées, la moitié des espèces d'oiseaux et la totalité des amphibiens et poissons d'eau douce. Ce sont des lieux d'abri, de nourrissage et de reproduction pour de nombreuses espèces, indispensables à la reproduction des batraciens. Elles constituent des étapes migratoires, des lieux de reproduction et d'hivernage pour de nombreuses espèces d'oiseaux. Le rôle écologique des zones humides dans les Landes y est d'autant plus important que la majorité d’entre elles ont disparu à la suite des grands travaux d’assèchement entrepris sous Napoléon III dans le cadre de la loi du 19 juin 1857.

### Classements
L'étang Blanc est un site naturel classé par le décret du Conseil d'État du 16 décembre 1968. Ce même décret concerne les étangs Noir, de Léon et d'Yrieux, de Hourtin et de Carcans, de Lacanau, sous l'appellation « Étangs landais », pour une superficie totale de 612 ha.
Ce premier classement ne concerne que la partie en eau. En raison de la forte pression urbaine à laquelle elles sont soumises, et afin de leur conserver leur caractère naturel, les rives de l'étangs Blanc et de l'étang de Hardy sont classées par le décret du Conseil d'État du 11 mars 1982 pour une superficie de 220,3 ha.
L'étang est également constitutif du site Natura 2000 (SIC/pSIC) « Zones humides de l'arrière dune du Marensin ».

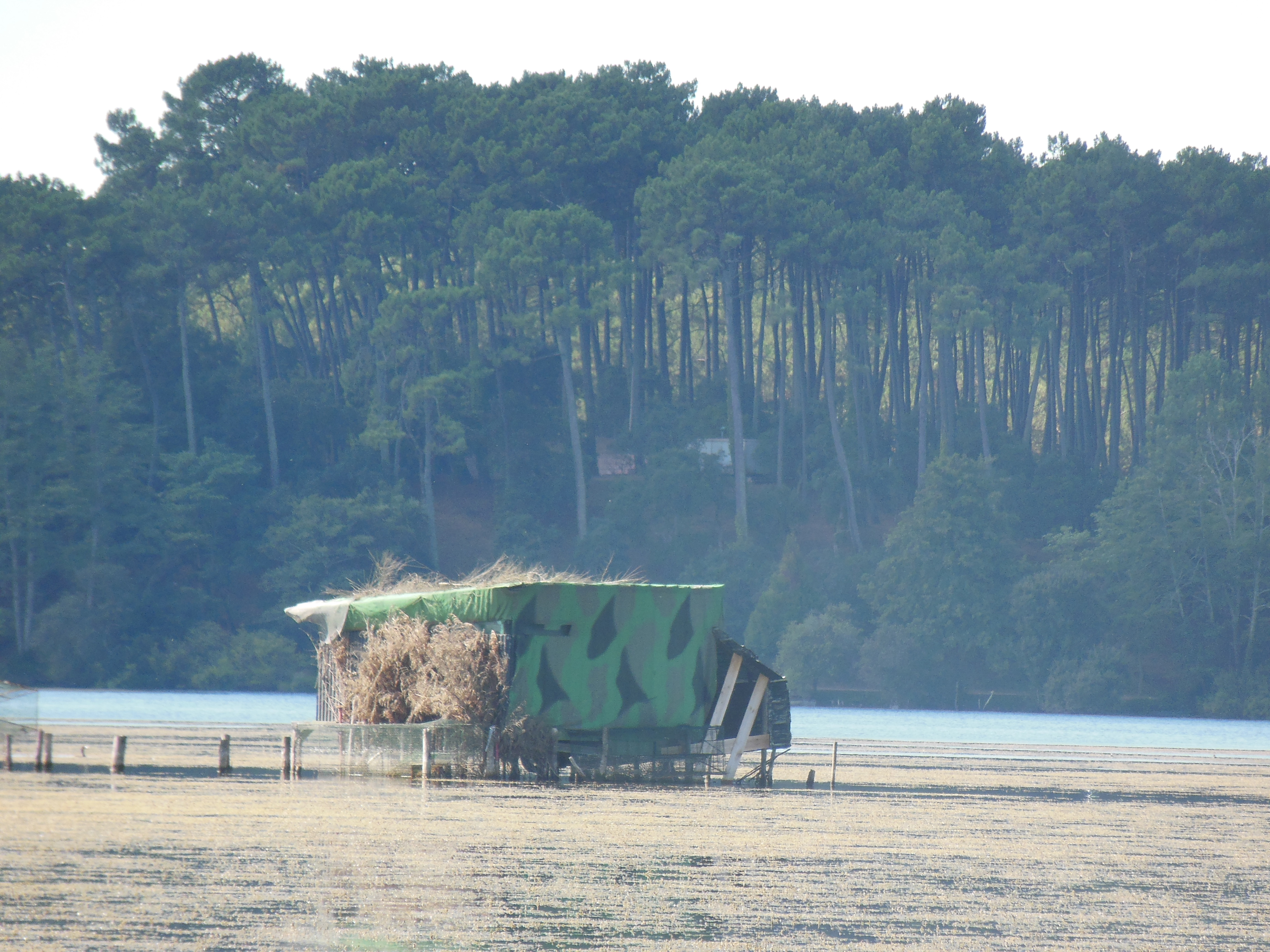
Tonne sur l'étang Blanc
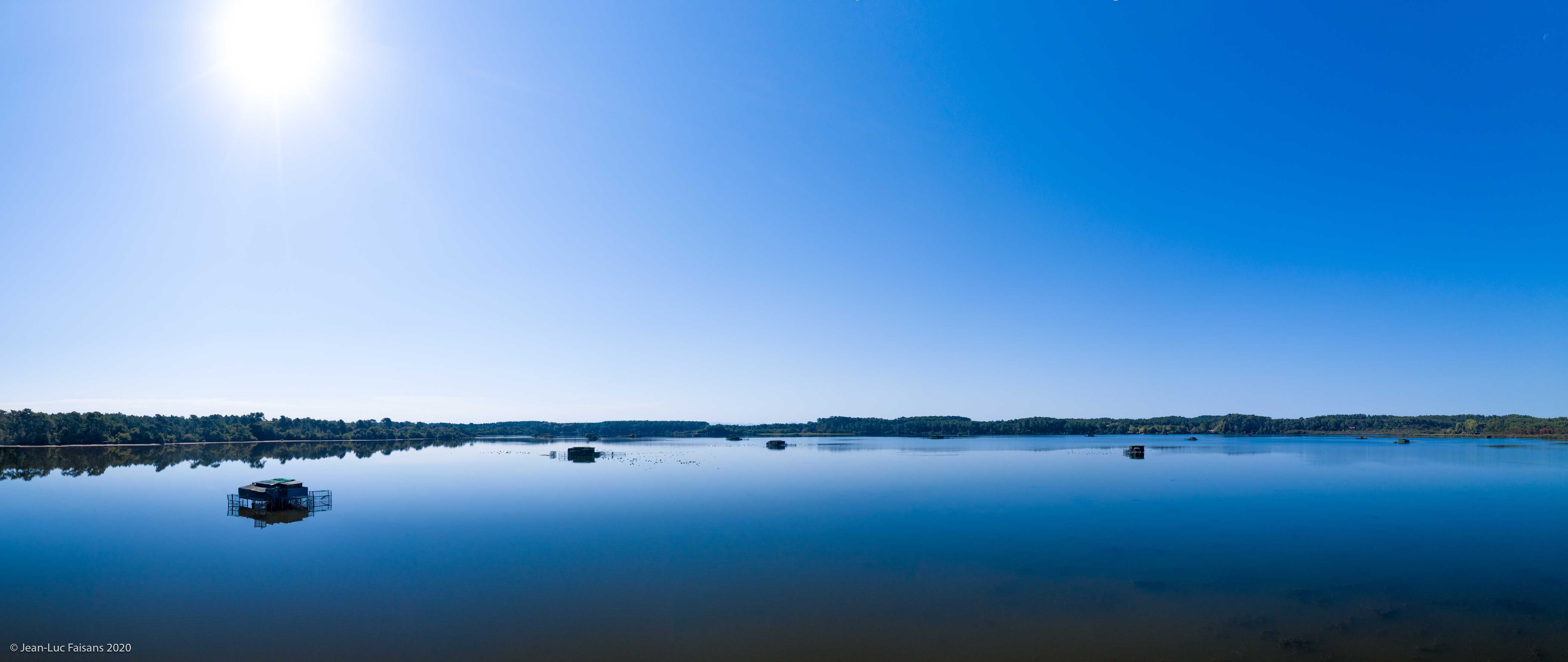

## Art
L'étang a intéressé le peintre landais Gaston Larrieu (1908-1983) qui lui a consacré une série de toiles.